# Monte Rachais
Il monte Rachais, la cui vetta a 1050 m s.l.m. è chiamata Quichat, costituisce l'estremità sud del Massiccio della Chartreuse.
Il versante meridionale dà sul monte Jalla, sulla Bastiglia e su Grenoble. A est, è separato dal monte Saint-Eynard dal Col de Vence, a nord, la val de Vence lo stacca dal monte Écoutoux, mentre a ovest è separato dal monte Néron dal colle di Clémencières.
All'estremità nord-est della montagna si trova la sorgente del torrente Charmeyran.
Un tempo la cima del Rachais era raggiunta da una seggiovia che partiva dalla Bastiglia, proseguimento della funivia di Grenoble Bastille: oggi è dismessa ma sono ancora visibili i piloni dell'infrastruttura.

## Area protetta

Carta du Monte Rachaix

Nel 2007, il monte Rachais e il monte Jalla sono stati classificati dalla Direction régionale de l'Environnement (in lingua italiana Direzione Regionale dell'Ambiente) zone naturelle d'intérêt écologique, faunistique et floristique di tipo I (ZNIEFF, in lingua italiana area naturale di interesse ecologico, faunistico e floristico): l'area protetta si estende su 633,36 ettari nei territori dei comuni di Grenoble, Corenc, Quaix-en-Chartreuse, Saint-Martin-le-Vinoux e la Tronche.
L'interesse ecologico del sito risiede nell'essere una delle colonie meridionali più ricche dei dintorni di Grenoble, nota agli appassionati per la varietà della flora e della fauna dovuta alle diversità degli ambienti presenti: dalle scarpate, alle falesie, ai fitti querceti, alle praterie xerofite, ai poggi verdeggianti.

### Flora
Il ginepro turifero (Juniperus thurifera), protetto nel Rodano-Alpi e il terebinto (Pistacia terebinthus) sono tra le specie che prediligono il clima mediterraneo del Monte Jalla. Un'altra pianta ben rappresentata a queste altitudini e che cresce nei boschi radi caratterizzati da terreno calcareo è l'elleborina minore (Epipactis microphylla), un'erbacea della famiglia delle Orchidaceae.

### Fauna
L'entomofauna è ricca, così come l'avifana. La coronilla dondolina (Coronilla emerus) presente fino a 1000 metri d'altitudine nelle praterie aride, dà riparo a numerose specie di insetti, tra cui la Polyommatus hispanus, una farfalla diffusa nella regione mediterranea. La presenza del gufo reale (Bubo bubo), del falco pecchiaiolo occidentale (Pernis apivorus) e dell'avèrla piccola (Lanius collurio) è confermata. Tra i mammiferi si segnala la presenza della lepre europea (Lepus europaeus)